# 青森県立三戸高等学校
青森県立三戸高等学校（あおもりけんりつ さんのへこうとうがっこう、Aomori Prefectural Sannohe High School）は、青森県三戸郡三戸町大字川守田字白坂ノ上にある県立高等学校。

## 概要
- 設置学科　全日制課程　
  - 普通科
  - 商業科（2012年募集停止）

商業科閉科後、2年次から3つのコースに分かれる。

## 沿革
- 1927年（昭和2年） - 三戸町立実科高等女学校設置。
- 1943年（昭和18年） - 三戸町立高等女学校と改称。
- 1948年（昭和23年） - 青森県三戸高等学校と改称。
- 1953年（昭和28年） - 青森県立三戸高等学校発足。
- 2014年（平成26年）‐商業科を廃止。

## 所在地
- 青森県三戸郡三戸町大字川守田字白坂ノ上3

## アクセス
- 青い森鉄道三戸駅から徒歩20分
- 三戸駅から南部バスで6分（三戸営業所行きor田子行き）六日町停留所下車

## 主な卒業生
- 松尾和彦 - 三戸町長
- 坂本勉 - 競輪選手
- 坂本典男 - 競輪選手